# Złote Tarasy
Lo Złote Tarasy (terrazze d'oro in italiano) è un centro commerciale nel centro di Varsavia, in Polonia, situato vicino alla stazione di Varsavia Centrale tra le strade Giovanni Paolo II e Emilia Plater. È stato aperto il 7 febbraio 2007.

## Architettura
Il concetto architettonico dello Złote Tarasy è stato progettato da The Jerde Partnership, per il quale l'azienda ha ricevuto l'Architectural Review MIPIM Future Project Award 2006 nella categoria vendita al dettaglio e tempo libero. La superficie totale dell'edificio è di 205.000 m². Comprende 200 negozi e ristoranti (che occupano 63.500 m²), un hotel, un cinema multisala (8 schermi, 2560 posti, aperto il 31 agosto 2007) e un garage sotterraneo per 1.400 auto. Un tetto trasparente copre il suo cortile interno centrale progettato per concerti ed eventi simili. L'edificio è costato 500 milioni di dollari.
L'edificio è stato costruito ed è gestito come joint venture tra ING Real Estate e il distretto di Śródmieście.
Il centro commerciale ospita il primo Hard Rock Cafe in Polonia e il primo Burger King nel secondo tentativo dell'azienda di competere con McDonald's in Polonia.
Il complesso di uffici ospita l'ambasciata degli Emirati Arabi Uniti in Polonia.